# یانگژو
یانگژو (به لاتین: Yangzhou) یک شهر مرکزی در جمهوری خلق چین است که در جیانگسو واقع شده‌است.

## خصوصیات
یانگژو ۶٬۶۷۸ کیلومترمربع مساحت و ۴٬۴۵۹٬۷۶۰ نفر جمعیت دارد.

## خواهرخوانده
شهرهای نارا (ژاپن)، Porirua، هرتزلیا، چجو، ریمینی و ملاکا خواهرخوانده‌های یانگژو هستند.

## نگارخانه

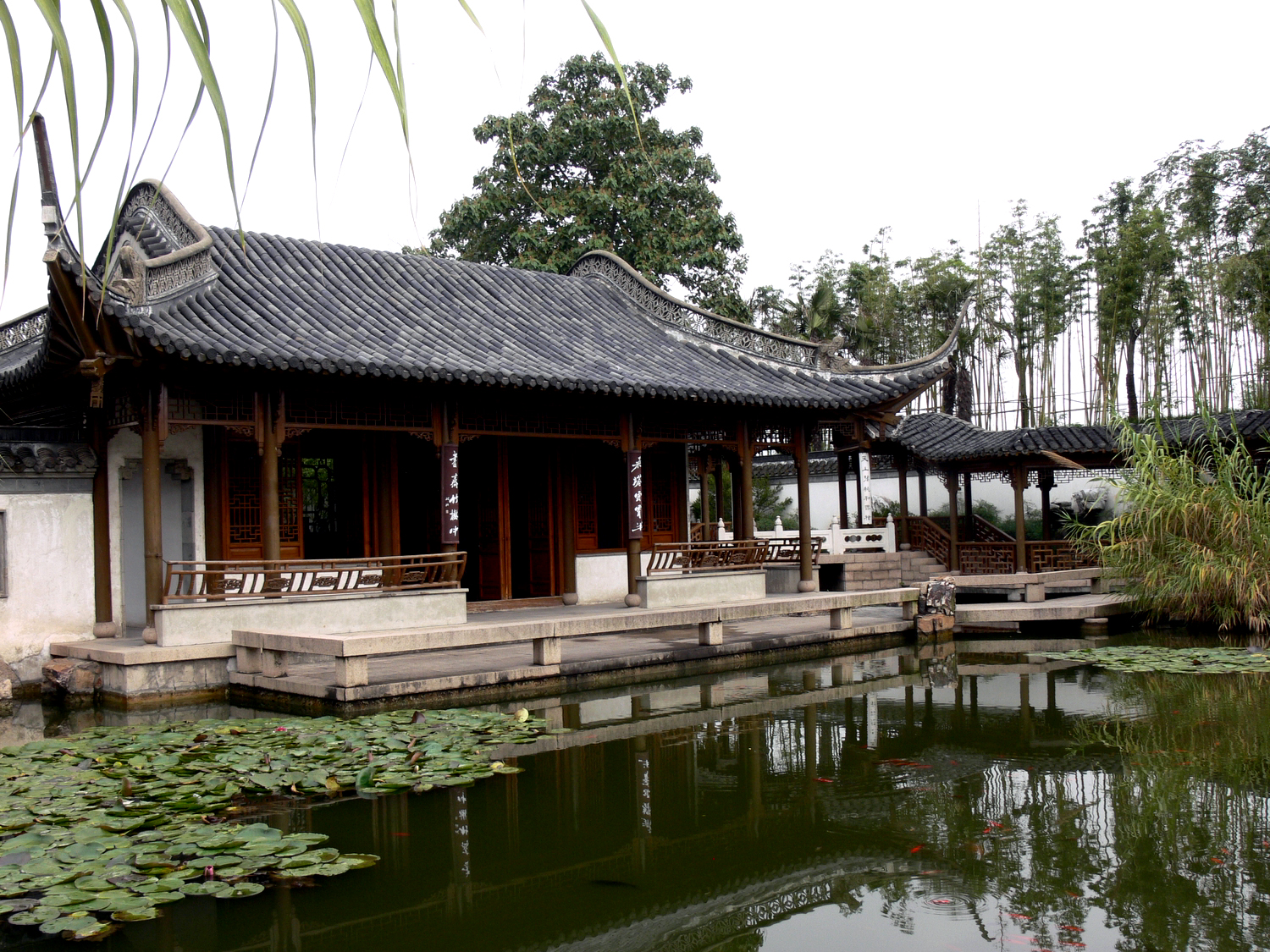
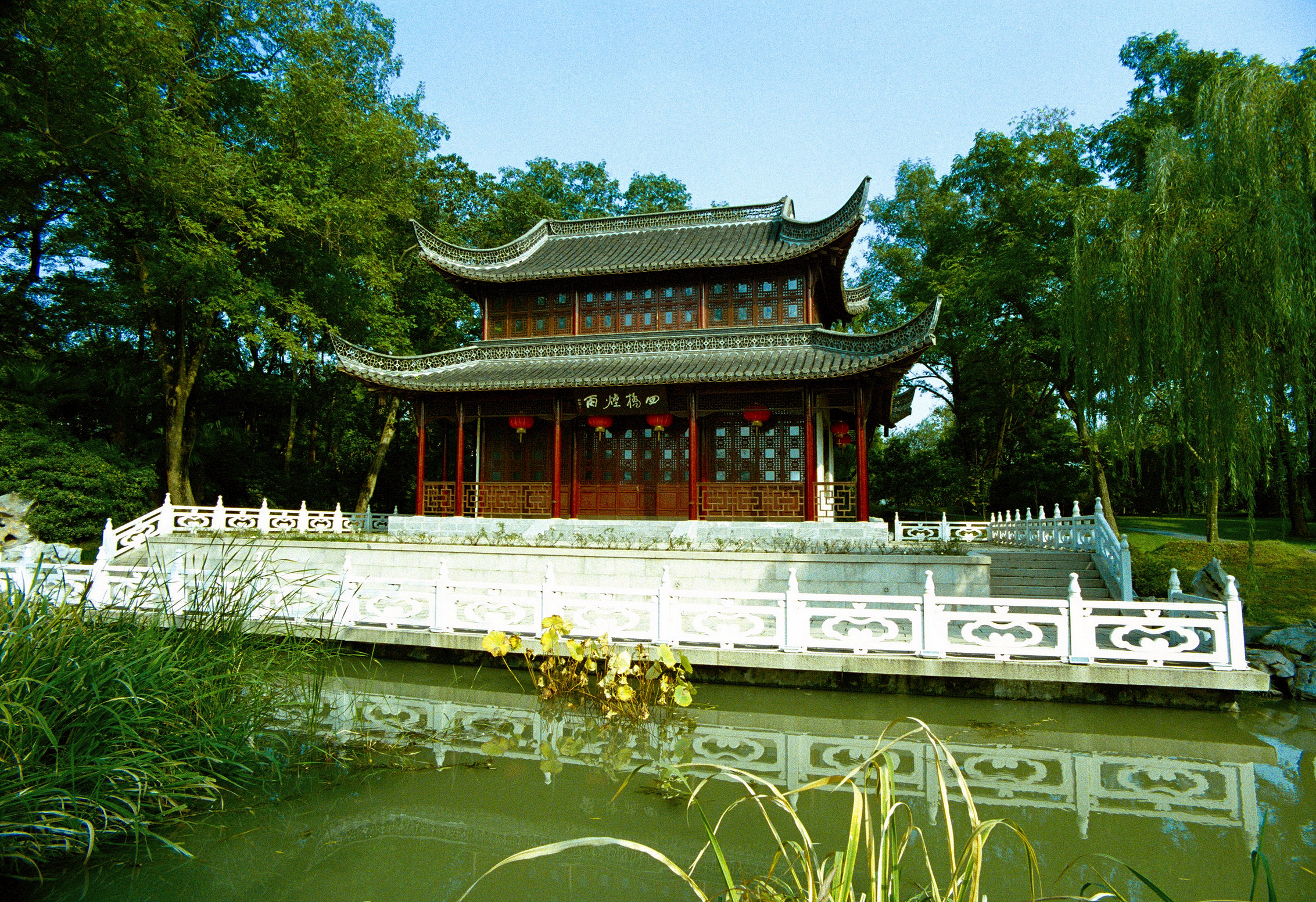
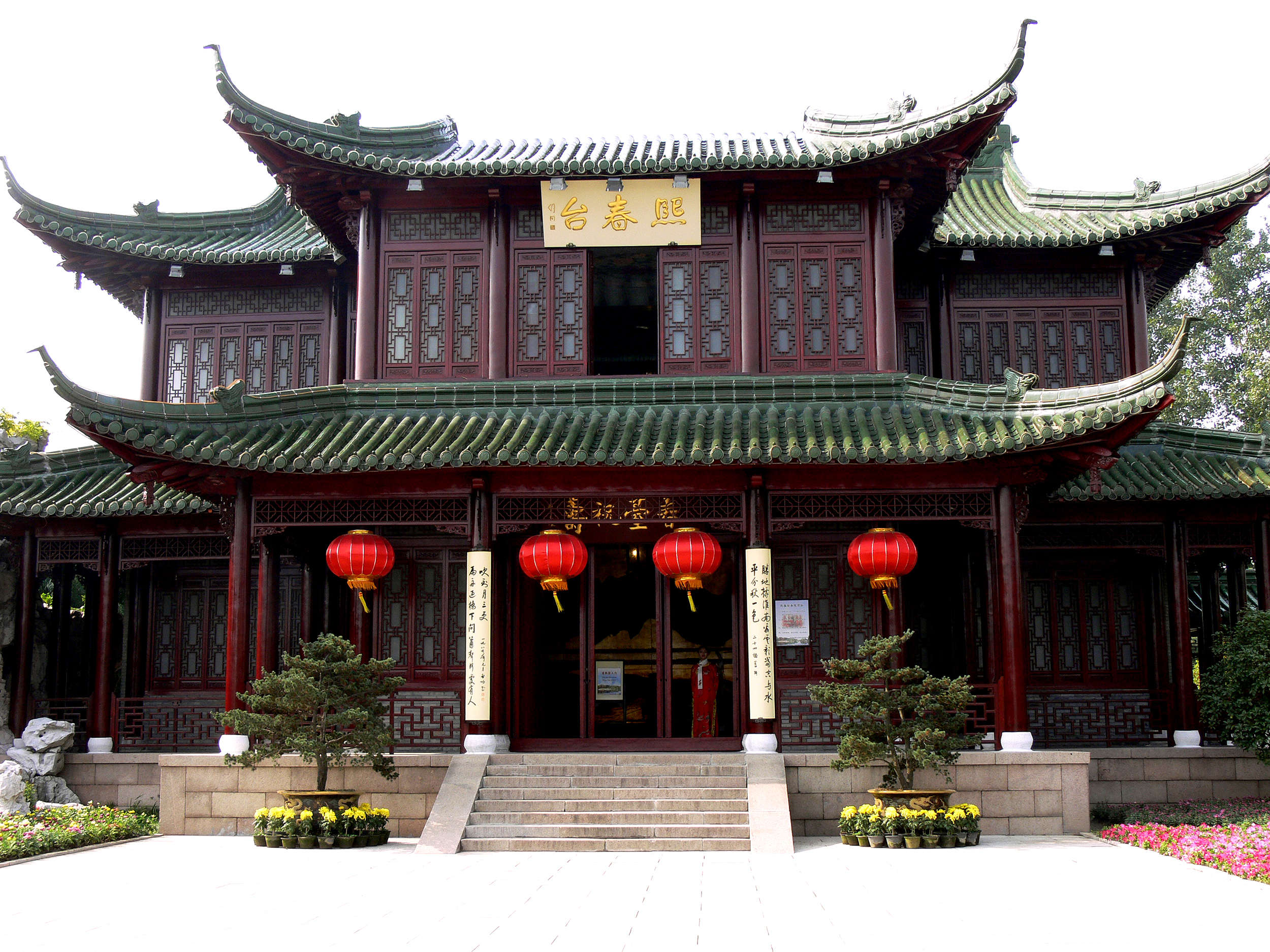
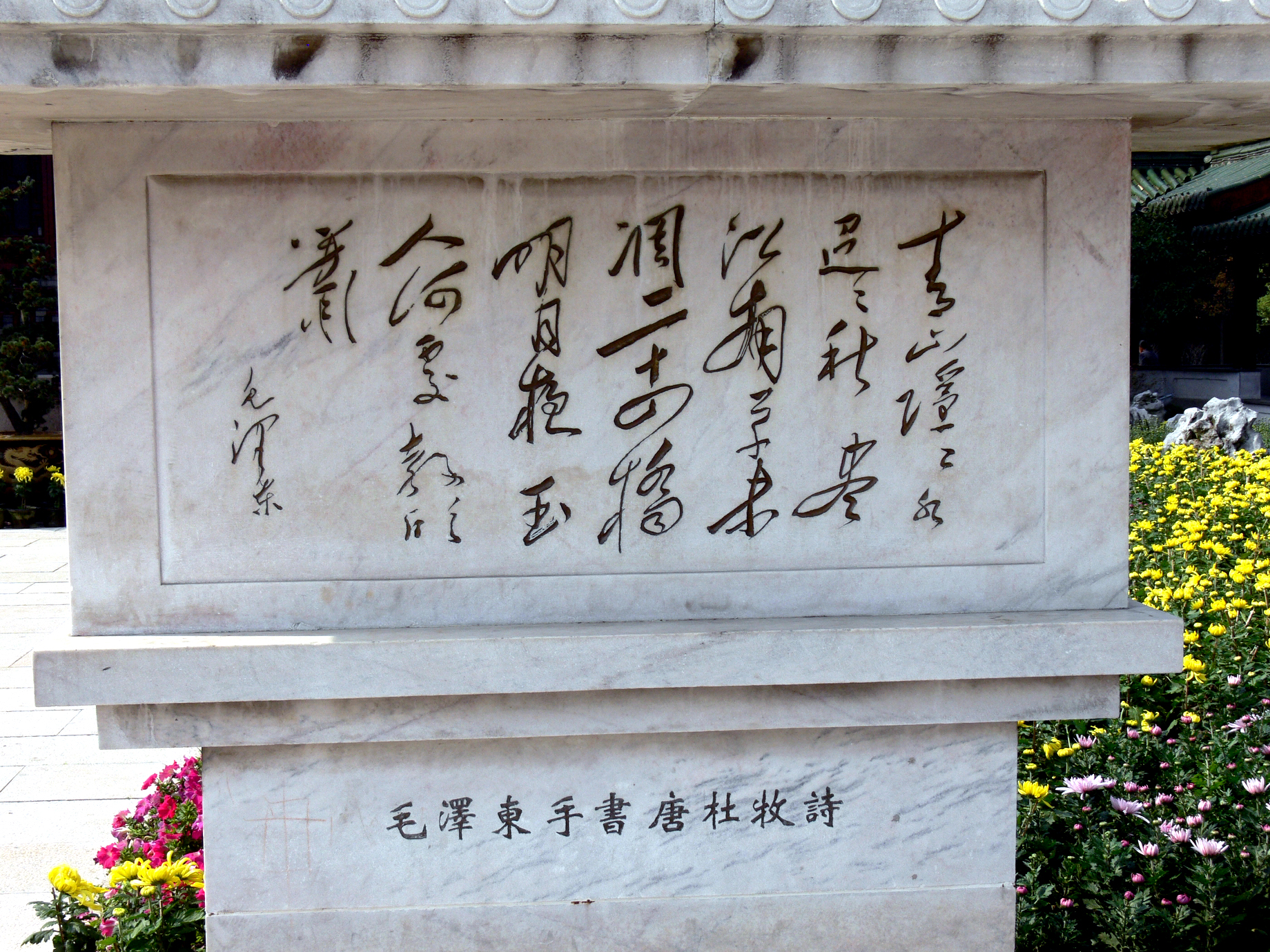
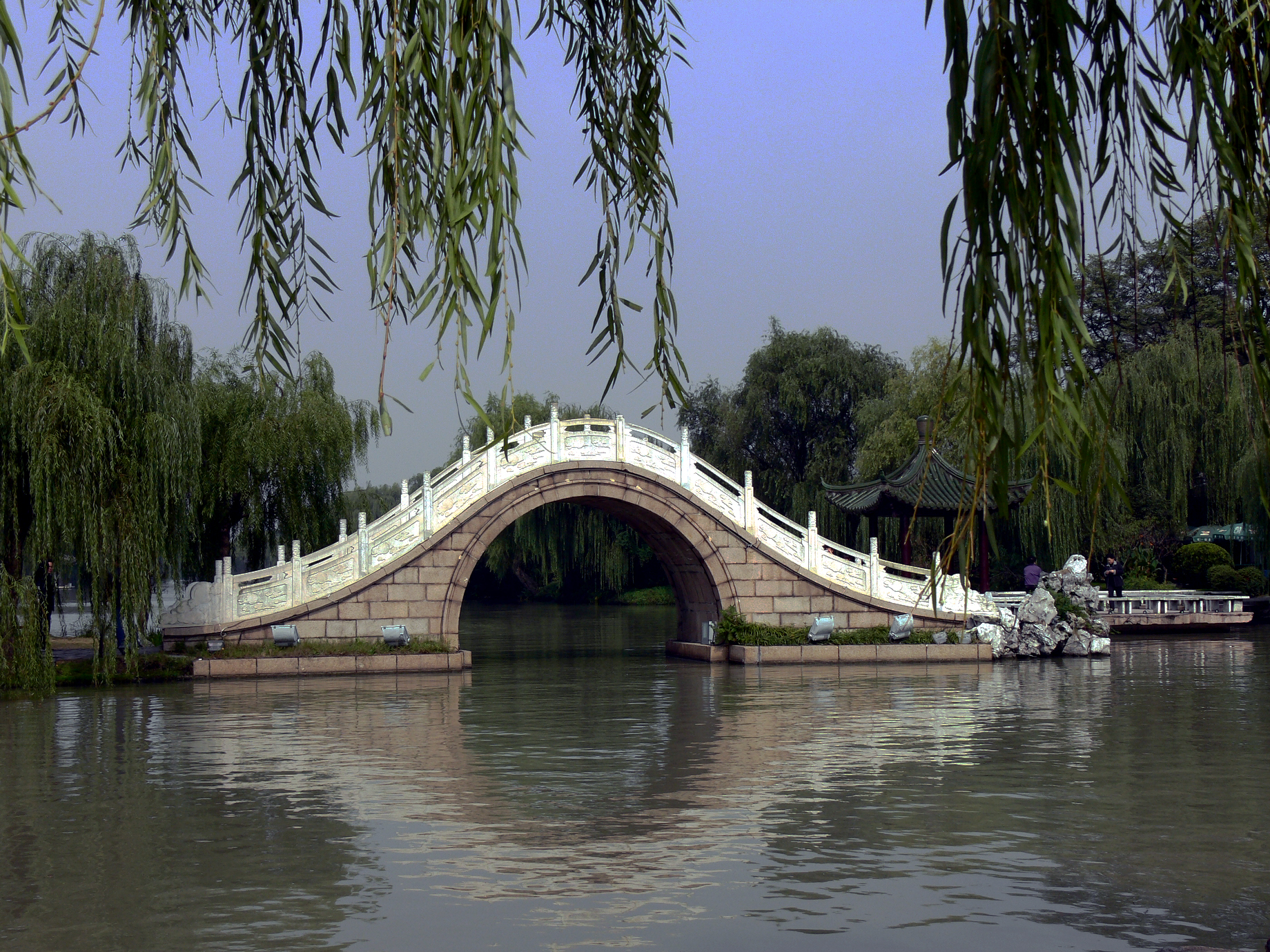
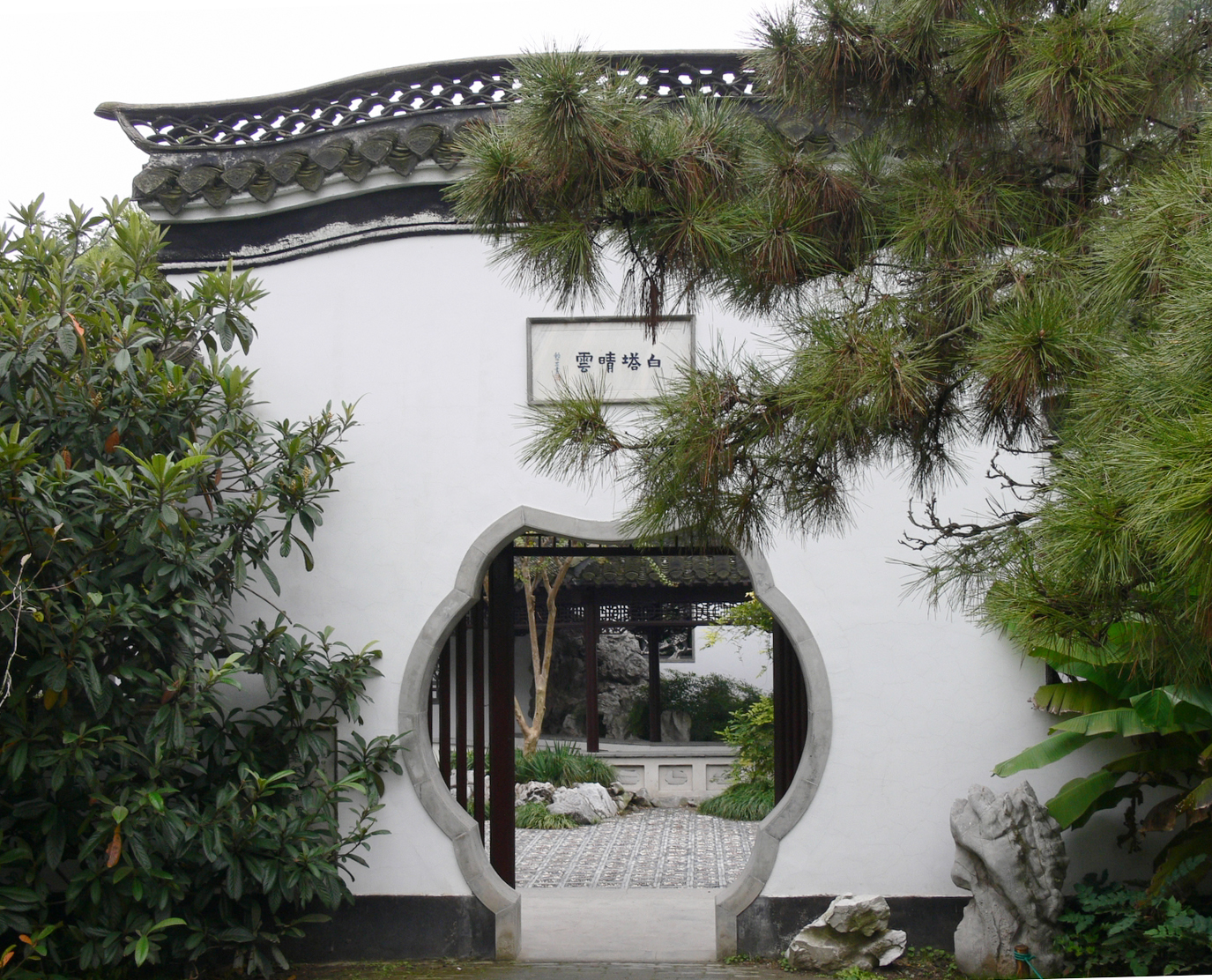
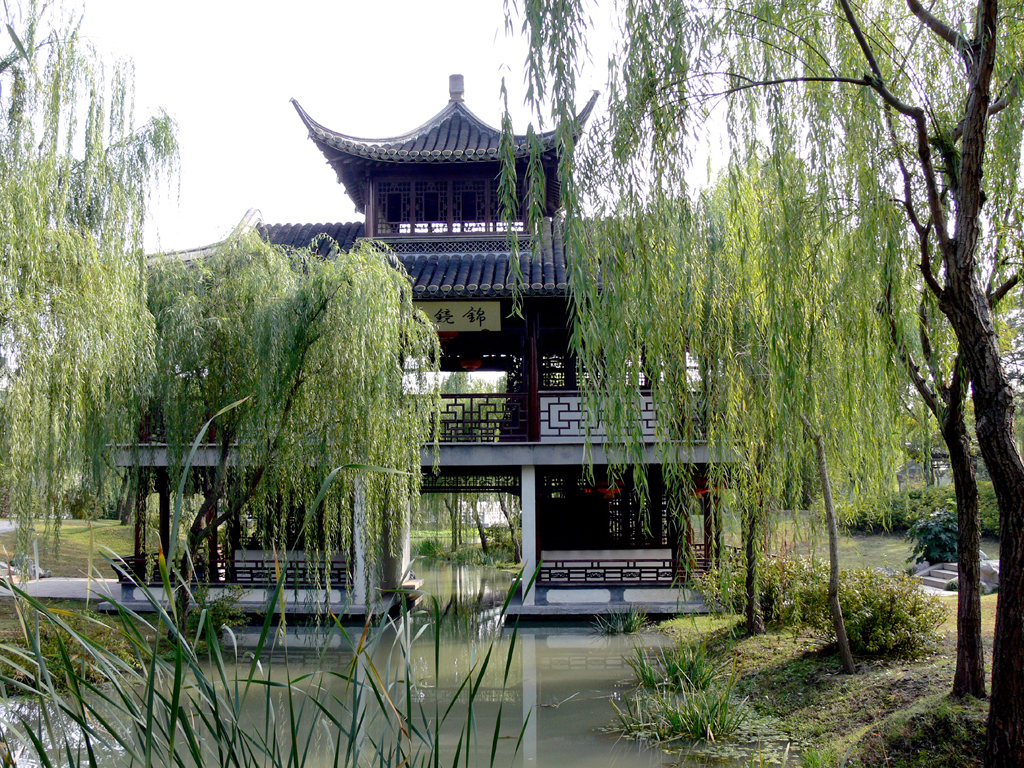
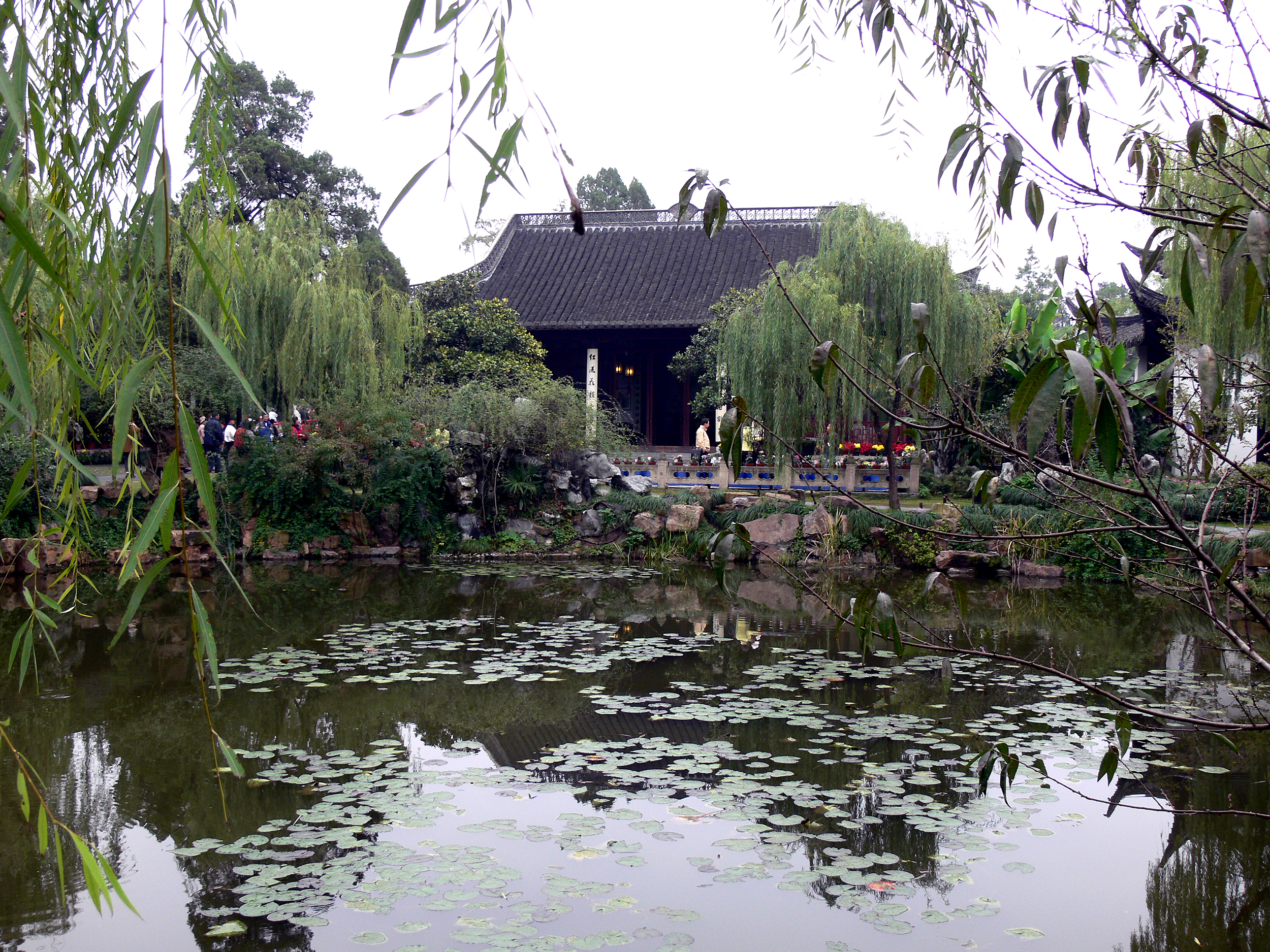